# Xirdalan
Xırdalan, também Khyrdalan, Khurdalan e Xirdalan, é uma cidade e  município no e a capital do Absheron Rayon do Azerbaijão.  Tem uma população de 32.576.
"Xırdalan" é também o nome de uma popular cerveja azeri.